# Општина Грумазешти (Њамц)
Грумазешти (рум. Grumăzeşti) општина је у Румунији у округу Њамц.
Oпштина се налази на надморској висини од 336 m.